# Riksdagen 1595
Riksdagen 1595 hölls i Söderköping den 30 september 1595 och var det sista av de många riksmöten som hållits i Söderköping (Nordisk familjebok uppger 18 möten). Närvarande vid riksmötet var – förutom hertig Karl och hans hov och knektar – mellan fyra- och femhundra representanter från ständerna.

## Bakgrund
Sigismund, som också var kung av Polen, hade krönts till svensk kung 1594. Under sin vistelse i Sverige hade han väckt stor förargelse genom sitt fortsatta stöd för katolicismen.
Innan Sigismund lämnade Sverige hade han överlåtit landets styrelse till hertig Karl och riksrådet. Samtidigt hade han emellertid tillsatt egna ståthållare över olika delar av landet. Hans avsikt var att ge dessa ståthållare direkta order från Polen och därigenom styra Sverige genom dem, utan att behöva ta hänsyn till vare sig hertigen eller rådet. I strid mot sina tidigare löften utnämnde han exempelvis Erik Brahe till ståthållare på Stockholms slott, vilket innefattade hela Norrland, trots att Brahe var katolik. Följden blev oreda och ständiga slitningar mellan hertigen och kungens ståthållare.
I dessa konflikter försökte de övriga rådsherrarna i det längsta inta en medlande hållning. Trohetsplikten gentemot kungen visade sig vara starkast, och de kände även fruktan för vad som skulle hända om den mäktige hertigen – som förknippades med allmogen – fick makten i riket. När rådet började distansera sig från hertigen sökte han stöd hos ständerna, särskilt bland borgare och bönder.
Ett av de två huvudsyftena med ständernas sammankallande i Söderköping var att stärka hertigens ställning på bekostnad av Sigismund, som vistades i Polen. Det andra var att göra rent hus med de återstående katolikerna i landet. 

## Mötet
Det rådde ett spänt förhållande mellan riksrådet och Karl, som redan tidigare krävt att vara riksföreståndare när Sigismund inte befann sig i landet. Innan Sigismund avrest till Polen blev det bestämt att styrelsen av landet gemensamt skulle skötas av hertigen och rådet. Rådsmännen hade räknat med att öka sin makt när kungen befann sig i Polen, men hertigen hade under både Eriks och Johans regeringstid stärkt sin militära ställning. De mäktiga rådsherrarna blev snabbt varse var makten skulle ligga, och såg sig tvungna att erkänna hertigen som riksföreståndare. Därmed erkände de Karls rätt att själv bestämma om rikets angelägenheter på samma sätt som tidigare Engelbrekt, Sturarna och hans egen far Gustav Vasa.
Alla katolska präster fick sex veckor på sig att lämna landet. Hertig Karl ville även landsförvisa alla som inte erkände den evangeliska tron, men ständerna, framför allt adeln, lyckades få igenom en kompromiss. Den gick ut på att de med ”främmande bekännelse” inte skulle få tillträde till högre ämbeten, men i övrigt "njuta Sveriges lag". Följden blev bland annat att Vadstena kloster stängdes efter mer än tvåhundra års verksamhet, och de kvarvarande elva nunnorna begav sig till Sankt Britas kloster i Danzig. 
Det så kallade Onsdagsbröllopet fick sin rättsliga följd på riksdagen 1595. Johan Gyllenstierna den äldre ålades att be om nåd och betala 2000 daler till den lurade Erik Bielke och 800 daler till Uppsala universitet.

## Följder
Följande år kom bud från Sigismund att kungen ogillade riksdagen och så gott som skilde hertigen från regeringen. Då blev rådsherrarna – som endast nödda och tvungna hade godkänt riksdagsbeslutet – betänksamma och deras följande politik gick ut på att undvika allt som kunde framkalla en brytning eller leda till "vidlyftighet", såsom det hette på deras språk. Splittringen mellan rådet och hertigen övergick efterhand till fiendskap.